# Robert Gelbard
Robert S. Gelbard (født 1944 i New York) er en amerikansk diplomat og tidligere ambassadør i Bolivia (1988-91) og Indonesien (1999-2001). Under præsident Bill Clinton var han særlig udsending på Balkanhalvøen, og det ham, der i 1998 mødtes med Slobodan Milošević og advarede denne om risikoen for, at NATO ville anvende våben mod Serbien. Gelbard foreslog selv dette over for det Hvide Hus, men hans råd blev i første omgang afvist af sikkerhedsrådgiver Sandy Berger.[kilde mangler]